# Gastropus hyptopus
Gastropus hyptopus ist eine Art aus der Gattung Gastropus aus dem Stamm der Rädertierchen (Rotatoria).

## Beschreibung
Die Tiere werden 150 bis 350 µm lang, sie besitzen einen wie eine Feldflasche abgeplatteten Körper mit breitem Kopf und welligem Vorderrand. Das Kuticularrohr des Saugapparates ist kurz und an ihrem Fuß befinden sich zwei Zehen. Ihr Mageninhalt ist gelblich, der Keim- und Dotterstock ist groß. Sie sind schnelle Schwimmer.

## Verbreitung
Gastropus hyptopus lebt panktisch oder zwischen Wasserpflanzen in Seen, Teichen und Moorgewässern.